# Laia Soler i Torrente
Laia Soler i Torrente (Lleida, 26 de març de 1991) és una escriptora de literatura juvenil i realisme màgic catalana.
Va estudiar periodisme a la Universitat Autònoma de Barcelona i s'ha especialitzat en creació, correcció literària i edició. El 2013 va ser la guanyadora de la primera edició del Premi Literari La Caixa/PLATAFORMA gràcies a la seva novel·la Els dies que ens separen. Des de llavors ha publicat diverses obres tant en castellà com en català.

## Trajectòria
Nascuda a Lleida i resident a Barcelona, va començar a mostrar interès per la literatura a molt primerenca edat. Va començar a llegir i escriure sent molt jove, la qual cosa li portaria temps després a crear el, ja clausurat, blog literari Alas de papel, on ressenyava les seves lectures i compartia la seva opinió amb altres lectors sota el pseudònim de Selene, mentre continuava escrivint les seves pròpies històries. Encara que va començar a escriure als 8 anys, va acabar la seva primera novel·la amb 17 anys i va escriure altres tres històries més abans de tenir l'oportunitat de publicar amb una editorial.
Va aconseguir el seu primer reconeixement com a escriptora el 2009, quan va aconseguir formar part de la llista d'honor del Premi Jordi Serra i Fabra amb la seva novel·la Immortal. No obstant això, va ser el 2013 quan va publicar Los dias que nos separan, la seva primera obra, amb l'editorial Plataforma Neo després de guanyar la primera edició del Premi Literari "la caixa"/PLATAFORMA. Aquest mateix any, la novel·la es va traduir al català dins del mateix segell editorial sota el títol Els dies que ens separin. Des de llavors, ha compaginat la seva trajectòria com a escriptora amb treballs de redacció en diversos mitjans com La Vanguardia, Catalunya Gastronòmica o la revista digital Off the record.
El 2015 va publicar la seva segona novel·la amb Plataforma Neo, titulada Heima es hogar en islandés, i el 2016 l'editorial Puck va publicar Nosotros después de las doce, novel·la amb la qual iniciaria la Saga Valiria, a la qual també pertany la seva última novel·la, Tú y yo después del invierno (2018). Les seves novel·les han rebut crítiques molt positives tant per part de blogs literaris amateur com per part de mitjans especialitzats.

## Obres publicades
- Los Días que nos separan (Plataforma Neo, 2013) ISBN 978-8415750239
- Els Dies que ens separen (Plataforma Neo, 2013) ISBN 978-8415750246
- Heima es hogar en islandés (Plataforma Neo, 2015) ISBN 978-8416256426
- Saga Valira: Nosotros después de las doce (Puck, 2016) ISBN 978-8496886575
- Saga Valira: Tú y yo después del invierno (Puck, 2018) ISBN 978-8496886742